# 蜡烛

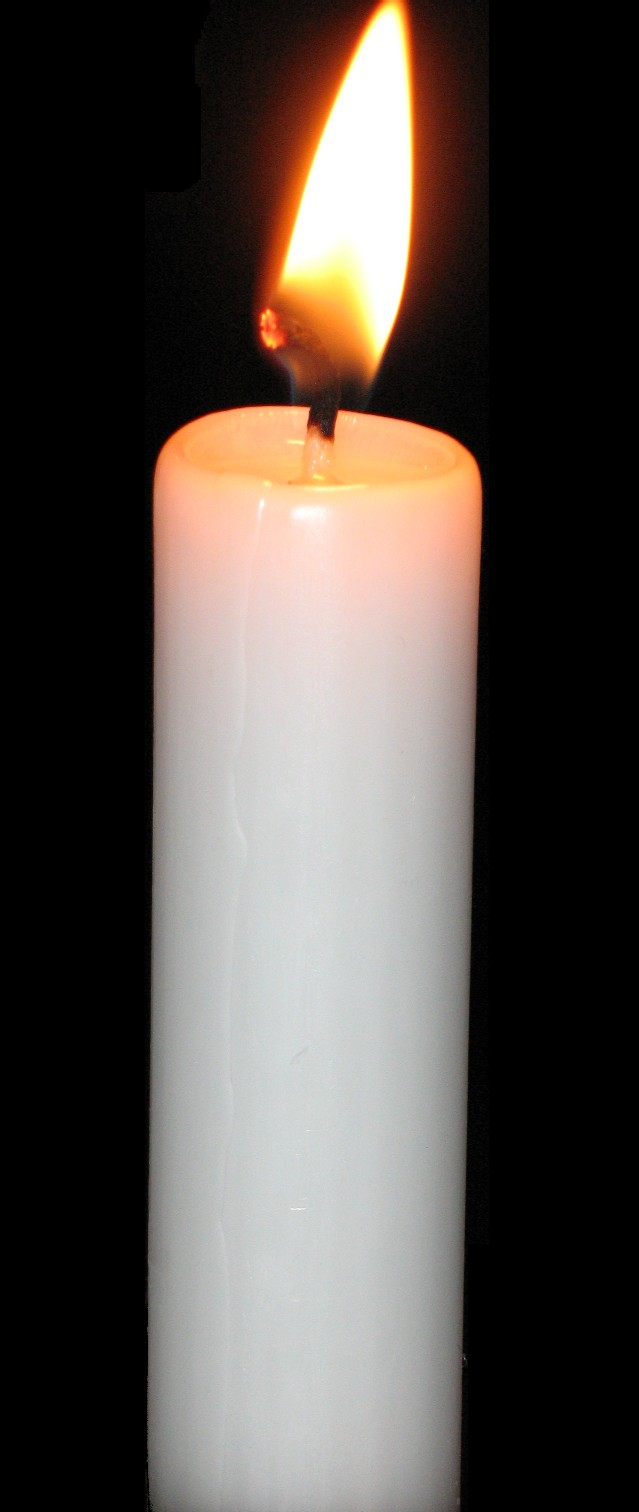
蠟燭

蠟燭（candle）是由蠟或其他燃料所製成，中有燭芯，點火之後可以持續燃燒的用品。
蜡烛一般用于照明，但在电力革命以后逐渐被电灯取代，现在蜡烛多是停电时的备用照明用品。节日或其他特殊日子和宗教場所等也会用到蜡烛，例如各地的集会或集体悼念活动，常会燃烧蜡烛。中国的传统婚礼会燃烧红烛，以示喜庆；丧礼则会燃烧白烛，以示哀悼。另外蜡烛也用于增温等。特制的低温蜡烛还用于BDSM性行为。

## 原料

### 動物油脂
- 牛脂：汽化温度在230度左右，而燃点则略高于300度。主要有效成分是甘油三酯。

- 蜂蜡：中文的“蜡”字的从虫部首。蜂蜡基本不含甘油三酯，而是16碳的酸（棕榈酸或棕榈油酸）与30个碳的高级醇形成的高级酯。一种产自四川的白蜡虫，会在白蜡树上分泌一种白蜡，质地洁白而细腻，被称为“川蜡”，在国际市场上则又被称为中国白蜡。

- 鲸脂：由各含16个碳的棕榈醇与棕榈酸形成的酯。

### 植物蠟
植物蜡主要产自热带的棕榈树、漆树、小烛树、甘蔗、乌桕、大豆蠟等，比动物蜡来源更为稳定。其中棕榈蜡高度类似鲸蜡。

### 化學製法
19世纪初，法国化学家舍夫勒尔发现，把油脂水解后得到的硬脂酸，比油脂（主要是甘油三酯）更适合做蜡烛使用。
現今通常已改用石油副產品石蠟（主要是饱和烷烃）所製成。

### 烛芯
烛芯是蜡烛燃烧的必备条件。烛芯主要是利用毛细现象，把受热液化的蜡拉入火焰中汽化。烛芯常用天然纤维材料制成，如棉线、竹条。由于烛芯位于火焰的内焰，温度低，烛芯纤维会逐渐碳化但并不燃烧。为此有“剪烛”的必要。例如，李商隐的诗“何当共剪西窗烛，却话巴山夜雨时”。
十九世纪，法国发明了用多股棉线制作烛芯，蜡烛的燃耗使烛芯暴露在外逐渐变长，多股棉线会自动散开暴露在火焰的外焰中而被燃掉。此后，蜡烛燃烧就不再需要人去手工剪烛。

## 歷史
蠟燭被認為最早出現於公元前30世紀的古埃及，當時古埃及人把蘆葦插在融化的牛脂內製成蠟燭。直到中世紀，南歐及地中海沿岸的蠟燭仍是由牛脂和羊脂製成。
蜡烛出现在中国的时间不晚于东汉。广州细岗东汉墓出土了陶烛台，可以证明当时已有蜡烛存在。西晋初年，贵族王愷和石崇斗富，王愷為表示自己豪富奢侈，命人用飴糖和乾飯洗擦鑊子，石崇就以蠟燭當柴燒回應，可见当时蠟燭尚属奢侈品。南唐時期，南唐烈祖李昪下令以出產自江浙一帶的烏桕種子外面蠟層取代動物油脂製成蠟燭，令其製作價格大幅下降，使蠟燭從此在中國得以普及。（這蠟燭應用也反應了烏桕的英文名稱：China tallow tree）
隨著19世紀歐洲發明提煉石油的方法，蠟燭逐漸改用石蠟製成。

## 傳統蠟燭

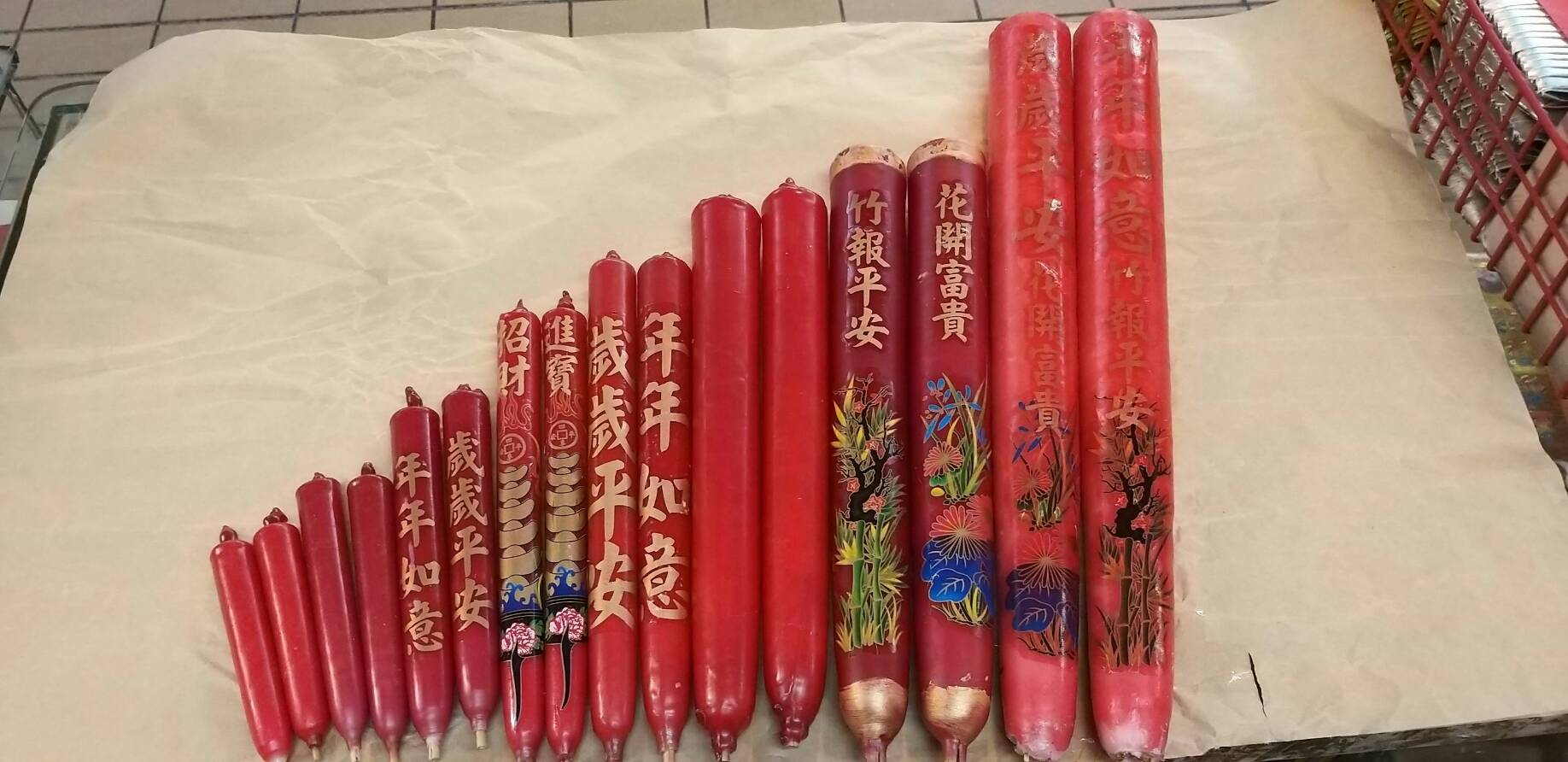
全尺寸手工蠟燭

現今手工製作蠟燭用於民俗祭祀活動較多。

## 科學演示實驗用途

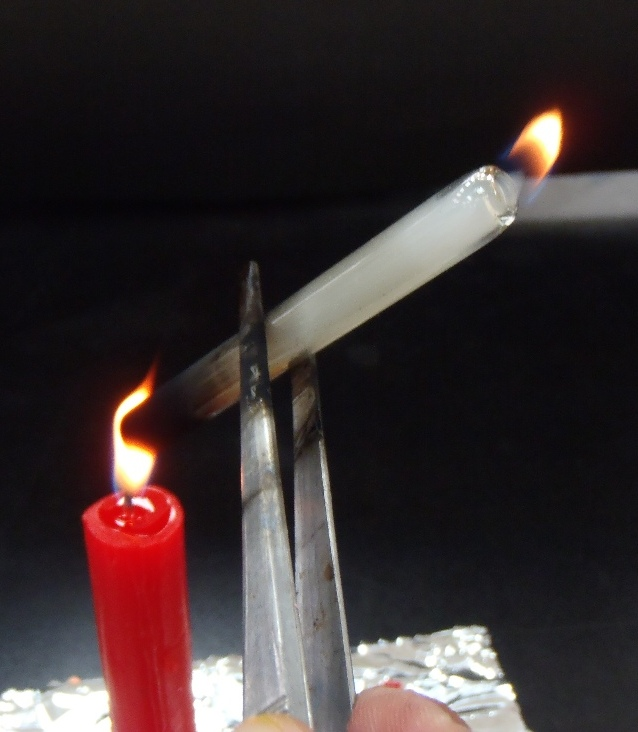
蠟燭蒸汽於另一端燃燒

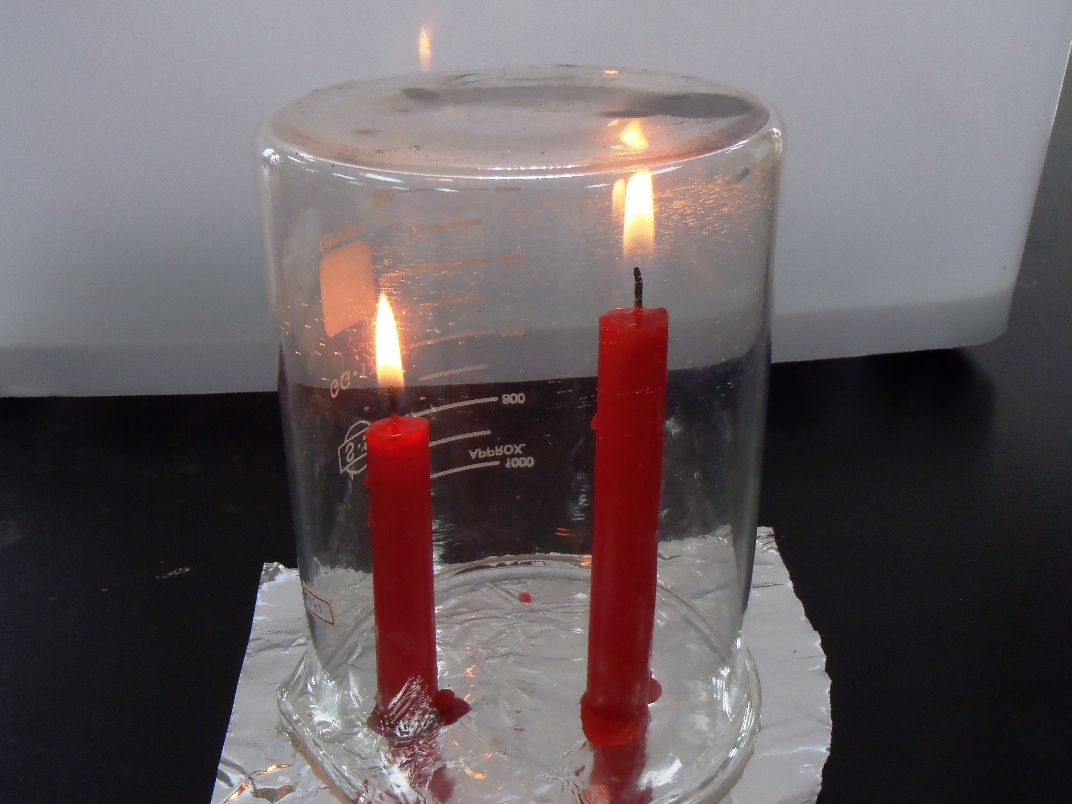
高溫二氧化碳使較高之蠟燭先行熄滅

1. 蠟燭蒸汽的燃燒，實驗中以一玻璃管將部分蠟蒸氣導向後點火，於另一端燃燒。
2. 高溫二氧化碳上飄且有滅火作用之演示實驗，實驗中有兩個一高一低兩個蠟燭，以大型玻璃燒杯蓋住，數秒後即可看見較高之蠟燭先行熄滅，而後是較低之蠟燭熄滅。

## 蠟燭的三態
蠟燭為條狀時是固體的型態，當點燃蠟燭時會型成液態的油性物質，當把蠟燭吹熄時，燭心上會冒升一縷白煙，為蠟的氣態，非二氧化碳氣體。

## 無煙蠟燭
普通的蠟燭點燃時，在火焰上方都可見到一縷黑煙，那是蠟燭在燃燒時其中的碳成份沒有完全燃燒的緣故。當然也有無黑煙的蠟燭。當點燃普通蠟燭時，只要在燃燒中蠟燭的上端碟形裡加些食鹽，這時候食鹽跟蠟油一起在蠟芯上燃燒，火焰溫度就能升高，進而幫助碳的強烈氧化，也就能勉強消除黑煙，火焰也能比較亮些。如果再加些氯化銨在一起燃燒，那燭煙上的黑煙就不見了。所以，製造無煙蠟燭的工廠，就是在熔蠟的過程中，加入適量的氯化銨粉末，所製造的蠟燭即是無煙蠟燭。